# Морозов Геннадій Володимирович (футболіст)
Геннадій Володимирович Морозов (рос. Геннадий Владимирович Морозов; нар. 30 грудня 1962, Москва, СРСР) — радянський футболіст та російський футзаліст, захисник, по завершенні кар'єри гравця — футбольний тренер.

## Клубна кар'єра
Народився в Москві, футболом розпочав займатися в московському «Спартаку». У сезоні 1980 року дебютував у Вищій лізі СРСР. Спочатку грав за дубль спартаківської команди, а починаючи з сезону 1982 року став основним захисником першої команди. У 1981 році разом зі «Спартаком» виграв стрібні нагороди чемпіонату СРСР, а в 1983-1985 повторював це досягнення.
У 1987 року перейшов до іншого московського клубу, «Динамо». У складі динамівської команди виступав протягом двох сезонів, але протягом цього часу не виграв жодного трофею.
У 1989 році повернувся до «Спартака», в якому грав ще протягом двох років. У сезоні 1989 року разом зі спартаківцями виграв свій перший та єдиний титул чемпіона СРСР. У другій половині 1990 року у гравця загострився біль у коліні, через яку він зміг грати лише на уколах. У січні 1991 року він прооперований в Бремені, після чого йому рекомендовали припинити виступи у великому футболі — на коліні стерлися хрящі й хрестоподібні зв'язки. Морозов змушений був залишити «Спартак» і деякий час був «поза грою».
Однак про футболіста згадав його добре знайомий тренер Іван Олексійович Варламов, який почав створювати футзальну команду під назвою «Саргон». Морозов не відразу погодився, але коли побачив на тренуванні колишніх партнерів по «Спартаку» Сидорова, Сочнова, Колядко, Новикова, а також екс-динамівця Андрія Якубика, всі сумніви відпали. Окрім цього, режим гри у футзалі дозволяв переносити навантаження на хворобливе коліно.
Також виступав у московській футзальній команді «Ліга-Спартак».

## Кар'єра в збірній
У футболці збірної СРСР дебютував 7 серпня 1985 року в переможному (2:0) товариському матчі проти збірної Румунії. У 1986 році головний тренер Валерій Лобановський викликав Геннадія до збірної СРСР для участі в Чемпіонаті світу 1986 року. На цьому турнірі зіграв один матч, проти збірної Канади (2:0), який став останнім для захисника у складі національної команди. Загалом за збірну СРСР зіграв 10 поєдинків.

## Кар'єра тренера
По завершенні кар'єри гравця розпочав тренерську діяльність. На посаді головного тренера працював з командами «Спартак» (2005-2006, спочатку команда базувалася в Челябінську, але напередодні початку сезону 2006 року переїхала в Нижній Новгород). На початку 2007 року прийшов у красноярський «Металург», але напередодні старту сезону залишив команду за сімейними обставинами й почав працювати в ФК «Рига». Влітку 2008 року очолив барнаульское «Динамо», однак не зміг врятувати команду від вильоту в другий дивізіон. За декілька турів до закінчення чемпіонату залишив клуб. У 2009 році очолював «Кримтеплицю».
У квітні — вересні 2010 року займав посаду директора спартаківської академії імені Федора Черенкова.

## Особисте життя
Брат-близнюк Юрій в 1971-1980 роках грав у дублі «Спартака», виступав у другій лізі за «Червону Пресню» та «Динамо» (Кашира), помер у 1980-х роках.

## Статистика виступів

### Клубна
| Сезон | Клуб               | Країна | Турнір    | Матчі | Голи |
| ----- | ------------------ | ------ | --------- | ----- | ---- |
| 1980  | «Спартак» (Москва) | СРСР   | Вища ліга | 9     | 1    |
| 1981  | «Спартак» (Москва) | СРСР   | Вища ліга | 14    | 0    |
| 1982  | «Спартак» (Москва) | СРСР   | Вища ліга | 27    | 0    |
| 1983  | «Спартак» (Москва) | СРСР   | Вища ліга | 30    | 0    |
| 1984  | «Спартак» (Москва) | СРСР   | Вища ліга | 31    | 0    |
| 1985  | «Спартак» (Москва) | СРСР   | Вища ліга | 31    | 1    |
| 1986  | «Спартак» (Москва) | СРСР   | Вища ліга | 13    | 0    |
| 1987  | «Динамо» (Москва)  | СРСР   | Вища ліга | 15    | 1    |
| 1988  | «Динамо» (Москва)  | СРСР   | Вища ліга | 25    | 0    |
| 1989  | «Спартак» (Москва) | СРСР   | Вища ліга | 25    | 1    |
| 1990  | «Спартак» (Москва) | СРСР   | Вища ліга | 16    | 0    |

## Досягнення
«Спартак» (Москва)
- Вища ліга СРСР
  -  Чемпіон (1): 1989
  -  Срібний призер (4): 1981, 1983, 1984, 1985